# Поспешное бегство
«Поспешное бегство» (англ. Fast Getaway) — американский художественный кинофильм режиссёра Спиро Разатоса.

## Сюжет
Подросток Нельсон грабит банки вместе с отцом Сэмом и ещё двумя сообщниками. Нельсон в этой группе мозговой центр всех операций: он решает какой банк грабить и разрабатывает план бегства с места преступления, имея на разные случаи много различных планов: «А», «Б», «В» и т. д. В этих ограблениях сам Нельсон играет роль посетителя, которого берут в заложники.
После очередного дела банда распадается. Нельсон с отцом успешно продолжают грабить банки вдвоём, а бывшие члены банды, не умея разработать план самостоятельно, решают отомстить им и подставляют, вызывая полицию, когда они грабят один из банков. После их ареста Нельсона отпускают, так как считают его заложником. Его забирает из полицейского участка знакомая отца по имени Лоррейн, которая на самом деле мать Нельсона.
Нельсон разрабатывает план освобождения отца из заключения, в котором ему помогает Лоррейн. Отец, оказавшись на свободе, рассказывает Нельсону, что Лоррейн — его мать.
Лоррейн настаивает, чтобы Нельсон остался с ней, учась в школе и живя нормальной жизнью обыкновенного подростка. Отец соглашается и уезжает.
Но бывшие сообщники похищают Нельсона, прикрепляют к нему взрывчатку и таким образом, угрожая его взорвать, грабят стадион. Сэм и Лоррейн, разобравшись в записях сына, который и планировал ограбить стадион, спасают его и они втроём, как полноценная семья, отправляются в Канаду, где подумывают об очередном ограблении банка.

## В ролях
- Кори Хэйм — Нельсон
- Синтия Ротрок — Лилли
- Лео Росси — Сэм
- Кен Лернер — Тони
- Марша Стрэссмен — Лоррейн
- Ричард Джукес — шериф Макуэйд

## Дополнительные факты
- У фильма есть сиквел — «Поспешное бегство 2»